# 特拉布宗省
特拉布宗省（土耳其語：Trabzon）是土耳其東北部黑海沿岸的一個省。面積4,495平方公里，2007年人口1,061,055人。首府特拉布宗。
下分十八縣。